# Kluntarna (Piteå)
Kluntarna is een Zweeds eiland behorend tot de Pite-archipel. Het eiland ligt aan de oostrand van die archipel; oostwaarts ligt de Botnische Golf. Het eiland ligt tegen de gemeentegrens met de gemeente Luleå en dus ook met de Lule-archipel. Het eiland heeft geen oeververbinding en op een enkele overnachtingsplaats na geen bebouwing. Het eiland maakt deel uit van het Patta Peken Natuurreservaat.